# Jean Moréas
Ioannis Papadiamantopoulos, conhecido como Jean Moréas (Atenas, 15 de abril de 1856 - Paris, 30 de abril de 1910), foi um poeta simbolista grego de expressão francesa, também foi ensaísta e crítico de arte, tendo sido o autor do Manifesto Simbolista.

## Biografia
Moréas nasceu em uma distinta família ateniense em 15 de abril de 1856. Seus antepassados incluiam dois homens bem conhecidos da guerra da independência grega, ou seja, seu avô paterno e homônimo Ioannis Papadiamantopoulos (1766-1826), nascido em Corinto, mas de ascendência final epirota (ele foi executado após a queda de Missolonghi), e seu tio-avô materno Iakovos Tombazis (c. 1782-1829), de Hydra, que se tornou um dos primeiros almirantes de Hydra, a marinha grega. O pai de Moréas era Adamantios Papadiamantopoulos de Patras; um juiz, estudioso e poeta.
Moreas recebeu educação francesa e foi para Paris em 1875 para estudar Direito na Universidade de Paris. Enquanto na França, ele começou a se associar com círculos literários e conheceu Les Hydropathes, um grupo de escritores franceses que incluía Alphonse Allais, Charles Cros, Guy de Maupassant e Léon Bloy. Ele também era conhecido do artista grego Demetrios Galanis e do poeta romeno Ion Minulescu.
Moréas morreu em Paris, França, em 31 de março de 1910.

## Trabalhos
Moréas publicou poesia em suas publicações Lutèce e Le Chat noir, e reuniu seus poemas em duas edições, Les Syrtes ("Os Bancos de Areia") e Cantilènes, que foram fortemente influenciadas por Paul Verlaine.
Ele foi inicialmente um praticante do estilo do Simbolismo, e escreveu o Manifesto Simbolista (1886), que publicou no jornal Le Figaro, em parte para resgatar a reputação da nova geração de jovens escritores da acusação de "decadência" que o imprensa havia sugerido. Ele foi considerado um dos poetas simbolistas mais importantes até o início da década de 1890.
Em 1891, à medida que o simbolismo se tornou mais abertamente associado ao anarquismo, ele publicou Le Pèlerin passionné que rejeitou as influências da Europa do Norte e germânicas, como o romantismo (bem como alguns aspectos do simbolismo), em favor das influências romanas e gregas antigas. Esse trabalho ajudou a iniciar a École Romane, cuja estética forneceu a Charles Maurras a ideologia necessária para a filosofia de extrema-direita Action Française.
Moréas também escreveu Les Demoiselles Goubert, um romance, em associação com Paul Adam. Suas publicações mais importantes foram:
- Les Syrtes (1884)
- Les Cantilènes (1886)
- Le Pèlerin passionné (1891)
- Posturas (1893)
- Contes de la vieille France (1904)